# Takiji Kobayashi
Takiji Kobayashi (jap. 小林 多喜二 Kobayashi Takiji; ur. 13 października 1903 w wiosce Shimokawazoi (obecnie miasto Ōdate), zm. 20 lutego 1933) – japoński pisarz i działacz proletariacki. Był uczestnikiem ruchu rewolucyjnego, od 1931 członkiem Komunistycznej Partii Japonii.

## Biogram
Urodził się w biednej rodzinie chłopskiej w prefekturze Akita. W poszukiwaniu poprawy warunków życia rodzina przeprowadziła się do Otaru na Hokkaido. W 1916 r. Takiji uczył się tam w szkole handlowej (Hokkaido Otaru Commercial High School). Po jej ukończeniu podjął pracę w banku w Sapporo. Już wówczas zaczął pisać opowiadania do „Tanemaku Hito” (pol. „Siewca”), organu publicystycznego socjalistycznego ruchu literackiego o tej samej nazwie, wydawanego w latach 1921–1923. Uległ wtedy wpływom autobiograficznego realizmu i indywidualistycznej postawy bohaterów dzieł powieściopisarza i autora opowiadań o nazwisku Naoya Shiga.
Jest autorem książki antykapitalistycznej Poławiacze krabów (Kani kōsen, 1929). Jest to powieść o nieludzkim traktowaniu rybaków na statkach-przetwórniach ryb i budzeniu się świadomości klasowej robotników pod wpływem agitatorów. Książka została objęta zakazem rozpowszechniania, ale zanim to się stało, zdołano sprzedać 15 tys. egzemplarzy. Powieść została sfilmowana w 1953. Jej wznowienie w 2008 spotkało się z wielkim zainteresowaniem ze względu na złą sytuację na rynku pracy i kryzys gospodarczy.
W 1930 w poszukiwaniu pracy Kobayashi wyjechał do Tokio, gdzie poznał kilku pisarzy proletariackich. Wstąpił do Federacji Artystów Robotniczych i Chłopskich (1927), a po jej rozpadzie – do Federacji Artystów Awangardowych.
Po aresztowaniu w dniu 15 marca 1928, które objęły także kilku jego kolegów napisał powieść pt. 1928 nen 3 gatsu 15 nichi (15 marca 1928). W lutym 1933 r. Kobayashi został ponownie zatrzymany przez policję. Pobity do nieprzytomności za odmowę zeznań i wydania innych działaczy, zmarł w kilka godzin po aresztowaniu.

## Dzieła wybrane[4]
- 1928 nen 3 gatsu 15 nichi (15 marca 1928)
- Kani kōsen (Poławiacze krabów, 1929)
- Fuzai jinushi (Nieobecny właściciel ziemski, 1929)
- Tenkeiki no hitobito (Ludzie okresu przejściowego, 1931)
- Numajiri mura (Wieś Numajiri, 1932)
- Tōseikatsusha (Życie w partii, 1932)